# Елеанора фон Насау-Саарбрюкен
Елеанора фон Насау-Саарбрюкен (на немски: Eleanore von Nassau-Saarbrücken; * 1 юли 1707, Саарбрюкен; † 15 октомври 1769, Лангенбург) е графиня и княгиня от Насау-Саарбрюкен и чрез женитба графиня (1723 – 1764) и първата княгиня на Хоенлое-Лангенбург (1764 – 1765).

## Биография
Тя е най-малката дъщеря на граф Лудвиг Крафт фон Насау-Саарбрюкен (1663 – 1713) и съпругата му графиня Филипина Хенриета фон Хоенлое-Лангенбург (1679 – 1751), дъщеря на Хайнрих Фридрих фон Хоенлое-Лангенбург. Сестра е на Каролина (1704 – 1774), омъжена 1719 г. за Кристиан III фон Пфалц-Цвайбрюкен (1674 – 1735), и на Луиза Хенриета (1705 – 1766), омъжена 1719 г. за Фридрих Карл фон Щолберг-Гедерн (1693 – 1767).
Елеанора се омъжва на 25 януари 1723 г. в дворец Лоренцен за братовчед си граф Лудвиг фон Хоенлое-Лангенбург (1696 – 1765), син на граф Албрехт Волфганг фон Хоенлое-Лангенбург (1659 – 1715) и съпругата графиня София Амалия фон Насау-Саарбрюкен (1666 – 1736). Нейната майка е сестра на баща му. Тя получава на 14 юли 1742 г. титлата княгиня на Насау-Саарбрюкен.
На 7 януари 1764 г. кайзер Франц I издига нейния съпруг на имперски княз. Той умира на 16 януари 1765 г. Тя умира на 15 октомври 1769 г. в Лангенбург на 62 години и е погребана там.

## Деца
Елеанора и княз Лудвиг фон Хоенлое-Лангенбург имат 13 деца:

- Христиан Албрехт (1726 – 1789), княз на Хоенлое-Лангенбург, женен 1761 г. за принцеса Каролина цу Щолберг-Гедерн (1731 – 1796), дъщеря на княз Фридрих Карл фон Щолберг-Гедерн
- Фридрих Карл (1728 – 1728)
- София Хенриета (1729 – 1735)
- Авугуста Каролина (1731 – 1736)
- Луиза Шарлота (1732 – 1777), омъжена 1760 г. за княз Христиан Фридрих Карл фон Хоенлое-Кирхберг (1729 – 1819), син на княз Карл Август фон Хоенлое-Кирхберг
- Елеонора Юлиана (1734 – 1813), омъжена 1766 г. за наследствен принц Албрехт фон Хоенлое-Ингелфинген (1743 – 1778), син на княз Филип Хайнрих фон Хоенлое-Ингелфинген
- Вилхелм Фридрих (1736 – 1805)
- Филип Карл (1738 – 1753)
- Фридрих Август (1740 – 1810)
- Лудвиг Готфрид (1742 – 1765)
- Христиана Хенриета Фридерика (1744 – 1744)
- Каролина Христиана (1746 – 1750)
- Фридрих Ернст (1750 – 1794), женен 1773 г. за Магдалена Адриана ван Харен (1764 – 1822)